# 于斯塔里茨
于斯塔里茨（法語：Ustaritz，法語發音：[ystaʁits]）是法国大西洋比利牛斯省的一个市镇，属于巴约讷区。

## 地理
于斯塔里茨（43°23'58"N, 1°27'23"W）面积32.75 平方千米，位于法国新阿基坦大区大西洋比利牛斯省，该省份为法国东南部省份，涵盖了贝阿恩与北巴斯克，西临大西洋比斯開灣，北至朗德省，东北接热尔省，东临上比利牛斯省，南与西班牙接壤。
与于斯塔里茨接壤的市镇（或旧市镇、城区）包括：巴叙萨里、阿尔康格、埃斯珀莱特、雅楚、拉勒索尔、尼韦勒河畔圣佩、苏拉伊德、维勒弗朗克。
于斯塔里茨的时区为UTC+01:00、UTC+02:00（夏令时）。

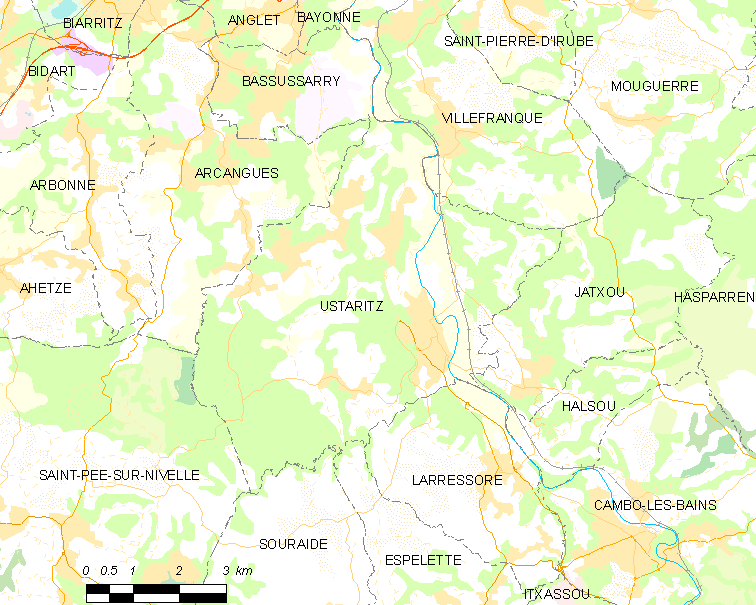
于斯塔里茨的OSM定位图

## 行政
于斯塔里茨的邮政编码为64480，INSEE市镇编码为64547。

## 政治
于斯塔里茨所属的省级选区为于斯塔里茨-尼夫河与尼韦勒河谷县。

## 人口

1962-2008年间于斯塔里茨人口变化图示

于斯塔里茨于2022年1月1日时的人口数量为7684人。